# Димитър Аргиров
Димитър Аргиров е български певец, композитор и продуцент. Основател на италианската хевиметъл група Dimmi Argus и вокал на българската рок група Епизод. Димитър Аргиров е изпълнител както на хевиметъл и хардрок, така и на българска народна музика.

## Биография
Димитър Илиев Аргиров е роден на 24 август 1967 г. в Севлиево, България. До 18-годишната си възраст живее в Благоевград. Израснал е в артистично семейство, син е на известния български народен певец Илия Аргиров и от дете се занимава с музика и пеене. Развива таланта си в много насоки и успява да съчетае изпълненията на български народни песни и рок музика. Като дете участва в много фолклорни изяви в Благоевград, където едва 15-годишен започва да пее и в рок група. Двата пътя го придружават и при заминаването му в София след казармата през 1987 г., където продължава да пее народни песни, но в същото време става и първият вокал на група Епизод, с която обикаля цялата страна и която за периода си е една от най-известните метъл групи в България.
След емигрирането си в Холандия и после в Италия, Димитър Аргиров не спира да се занимава с музика, но предимно хардрок и хевиметъл. Участва с артистичния си псевдоним „Dimmi Argus“ в много формации като Chakrah, Cassandra, Loghart, Electric Sabbath и Dimmi Argus, но българския фолклор, с който е израснал и който му е в сърцето, никога не го напуска. Oт 1993 г. Димитър живее в Италия и работи на два фронта, тотално противоположни като звучене и стил: хевиметъл и автентичен български фолклор.
В края на 2013 г. се завръща за постоянно в България.
На 24.06.2016 г. излиза втория самостоятелен фолклорен албум на Димитър Аргиров „Песните на нашите деца“, който е посветен на 85 години от рождението на Илия Аргиров.
Третият самостоятелен фолклорен албум на Димитър Аргиров „Пирински цветя“ е издаден официално на датата, на която се навършват 5 години от кончината на Илия Аргиров – 17 ноември 2017 г. Албумът е посветен на тази годишнина, както и на 50 г. юбилей на певеца. Характерното за този албум е, че всички песни са по аранжимент на Димитър Аргиров, като има включена и една авторска песен. В записите на песните участват и италиански музиканти, с които той е работил по време на престоя си в Италия. От началото на 2016 г. работи и в дует с народната певица Соня Чакърова – двамата имат издадени съвместни песни и видеоклипове.
През 2021 г. Димитър Аргиров се връща към рок амплоато си на сцена, заедно с група „Епизод“. Той замества за няколко концерта настоящия фронтмен Емил Чендов, оттеглил се временно, поради здравословни причини. През есента на 2021 г. Пo време на Пандемия от COVID-19 в България Димитър Аргиров и Соня Чакърова излизат от рамките на фолклора и записват нова музика в различен стил: фолк метъл. Създават и нова рок група „Горяни“. Първият сингъл - „Змейова тайна” излиза в края на месец септември 2021 г.
На 19 ноември 2021 г. излиза първият дуетен фолклорен албум на двамата певци „Душа гори, песен пее“, продуциран от Димитър Аргиров.
На 5 октомври 2024 г. Димитъp Apгиpoв и Coня Чaĸъpoвa издават втори дуетен фолклорен албум "Песенни следи". 

## Дискография
- 2000 – „Second Sight“ (демо)
- 2009 – „Песните на баща ми“ (CD, фолклор)
- 2009 – „Моите песни“ (LP, фолклор), участие в албума на Илия Аргиров
- 2010 – „Black And White (EP)“
- 2012 – „Wish I Could“
- 2013 – „Bad Dream (LP)“
- 2014 – „Radio Edits“ (EP)
- 2014 – „Девойко мари хубава“ (сингъл)
- 2014 – „Петлите пеят“ (сингъл, фолклор), дует с Деси Добрева
- 2015 – „Айде, айде моме Стойне“ (сингъл, фолклор)
- 2016 – „Песните на нашите деца“ (CD, фолклор)
- 2016 – „I Know Your Secrets (Single Edit)“ (сингъл)
- 2017 – „Пирински цветя“ (CD, фолклор)
- 2018 – „Айде, айде моме Стойне“ (сингъл, фолклор), дует със Соня Чакърова
- 2018 – „Кога си тръгнах“ (сингъл, фолклор)
- 2018 – „Не мога да се спра!“ (сингъл)
- 2019 – „Приказка за дъжд от светлина“ (сингъл)
- 2019 – „Песните на баща ми“ (Юбилейно издание, CD, фолклор)
- 2021 – „Змейова тайна“ (сингъл), дует със Соня Чакърова (група „Горяни“)
- 2021 – „Душа гори, песен пее“ (CD, фолклор), дуетен албум със Соня Чакърова
- 2025 – „Песенни следи“ (CD, фолклор), дуетен албум със Соня Чакърова

## Видеография
- 2011 – „Live At Rock Bar Fans“ (DVD)
- 2017 – „Пирински цветя“ (DVD, фолклор), концерт в София

## Видеоклипове
- Black And White
- My Way Home
- Но не такава
- Дойди майко
- Ой, девойче
- Лиляно моме
- Убавото Стойне
- Горо ле, горо зелена
- Андон иде
- Петлите пеят, дует с Деси Добрева[35]
- Горо ле, горо зелена
- Ой, девойче
- Брале брале се собрале
- Разболе се младо Македонче
- Петлите пеят
- Три години либе, дует с Костадинка Танчева
- Девойче бело цървено, дует с Благовест Бичаков
- Айде, айде моме Стойне, дует със Соня Чакърова
- Заспала е Янка, Яница, дует със Соня Чакърова
- Три пъти поминах
- Тръгнала е мома Рума
- Ангелино, малай моме
- Андон иде, дует със Соня Чакърова
- Лиляно моме, дует със Соня Чакърова
- Писмо си Яне получи
- Три години либе
- Невесто, мори невесто
- Слезнал ми Делчев войвода
- Кога си тръгнах тугина
- Убавото Стойне, дует със Соня Чакърова
- Ой, девойко, дует със Соня Чакърова
- А бре, Маноле, дует със Соня Чакърова
- Дали знаеш, мила майко, дует със Соня Чакърова
- Змейова тайна (сингъл), дует със Соня Чакърова (група „Горяни“)
- Стани, запали Тинке,борина, дует със Соня Чакърова
- Севдо, дует със Соня Чакърова
- Велико, велико моме